# Надь, Имре (пятиборец)
Имре Надь (венг. Imre Nagy; 21 февраля 1933, Монор, Венгрия — 20 октября 2013, Тёрёкбалинт, Венгрия) — венгерский пятиборец, чемпион летних Олимпийских игр в Риме (1960) года в командном зачете.

## Спортивная карьера
Выступал за МАФК (Будапешт). Чемпион по современному пятиборью в командном первенстве, серебряный призёр в личном первенстве летних Олимпийских игр в Риме (1960). Бронзовый призёр летних Олимпийских игр в Токио (1964) в командном первенстве. В личном зачете занял седьмое место. Трёхкратный серебряный призёр чемпионатов мира в командном первенстве (1958, 1961, 1962). Четырёхкратный чемпион Венгрии по фехтованию на шпагах в командном первенстве (1961, 1962, 1964, 1968).
Окончил Будапештский университет по специальности «экономика». Главный тренер сборной Венгрии (1970—1976). После этого работал экономистом, одновременно занимая различные должности в Венгерской ассоциации современного пятиборья, Международном союзе современного пятиборья и в Олимпийском комитете Венгрии.